# Nati il 16 novembre
| Questa pagina contiene informazioni ricavate automaticamente dalle voci biografiche con l'ausilio del template Bio e di un bot. L'aggiornamento è periodico e automatico e ricostruisce completamente la pagina. Se manca una persona in questa lista, sei pregato di non aggiungerla, ma accertati piuttosto che la sua voce biografica contenga il template Bio e che i dati anagrafici siano correttamente compilati. Se il template Bio manca, inseriscilo tu stesso o, in alternativa, metti l'avviso {{tmp\|Bio}} che ne segnala la mancanza. Se i dati riportati sono sbagliati, correggi direttamente la voce biografica; le modifiche saranno visibili in questa lista entro pochi giorni. Per chiarimenti vedi il progetto biografie. La lista contiene solo le 1.105 persone che sono citate nell'enciclopedia e per le quali è stato implementato correttamente il template Bio. Pagina aggiornata al 17 ago 2025. |

## I secolo a.C.(1)
- 42 a.C. - Tiberio, militare e imperatore romano († 37)

## XIV secolo(1)
- 1313 - Ibn al-Khatib, politico arabo († 1375)

## XV secolo(4)
- 1436 - Leonardo Loredan, doge († 1521)
- 1457 - Beatrice d'Aragona, sovrana († 1508)
- 1466 - Francesco Cattani da Diacceto, filosofo italiano († 1522)
- 1483 - Elisabetta del Palatinato, contessa († 1522)

## XVI secolo(11)
- 1519 - Willibald Imhoff, banchiere e mercante tedesco († 1580)
- 1528 - Giovanna III di Navarra, regina († 1572)
- 1531 - Anna d'Este, nobile († 1607)
- 1538 - Turibio de Mogrovejo, arcivescovo cattolico spagnolo († 1606)
- 1540 - Cecilia Vasa, principessa svedese († 1627)
- 1553 - Cornelio Frangipane il Giovane, giurista, astrologo e poeta italiano († 1643)
- 1557 - Anselmo Marzato, cardinale, arcivescovo cattolico e teologo italiano († 1607)
- 1567 - Anna di Sassonia, nobildonna tedesca († 1613)
- 1579 - Federico Corner, cardinale e patriarca cattolico italiano († 1653)
- 1581 - Innocenzo Massimo, vescovo cattolico e diplomatico italiano († 1633)
- 1584 - Barbara Sofia di Brandeburgo, principessa († 1636)

## XVII secolo(20)
- 1603 - Taddeo Barberini, militare e nobile italiano († 1647)
- 1607 - Jacopo Salviati, I duca di Giuliano, nobile, mecenate e poeta italiano († 1672)
- 1608 - Ambrogio del Giudice, religioso e storico italiano († 1677)
- 1608 - Johann Freinsheim, critico letterario tedesco († 1660)
- 1608 - Esprit de Raymond de Mormoiron, militare e nobile francese († 1672)
- 1613 - Federico di Anhalt-Harzgerode, nobile († 1670)
- 1615 - Guillaume Dumanoir, compositore e violinista francese († 1697)
- 1617 - Federico VI di Baden-Durlach, nobile tedesco († 1677)
- 1618 - Federico III di Wied, nobile tedesco († 1698)
- 1624 - Barent Fabritius, pittore, incisore e disegnatore olandese († 1673)
- 1627 - Erasmus Finx, scrittore tedesco († 1694)
- 1631 - Enea Silvio Caprara, generale austriaco († 1701)
- 1632 - Filippo Luigi III di Hanau-Münzenberg, conte tedesco († 1641)
- 1643 - Jean Chardin, gioielliere, viaggiatore e scrittore francese († 1713)
- 1655 - Alessandro Gherardini, pittore italiano († 1727)
- 1660 - Laura Pico della Mirandola, nobile italiana († 1720)
- 1672 - Aleksandr Danilovič Menšikov, generale russo († 1729)
- 1682 - Johann Ludwig Frey, teologo e storico svizzero († 1759)
- 1684 - Allen Bathurst, I conte Bathurst, politico inglese († 1775)
- 1696 - Louis Tocqué, pittore francese († 1772)

## XVIII secolo(32)
- 1703 - Johann Christoph Bohl, medico tedesco († 1785)
- 1704 - Jacopo Belgrado, matematico, fisico e astronomo italiano († 1789)
- 1705 - Isidoro Sánchez de Luna, arcivescovo cattolico italiano († 1786)
- 1717 - Jean Baptiste Le Rond d'Alembert, matematico, fisico e astronomo francese († 1783)
- 1720 - Charles-Antoine Campion, compositore italiano († 1788)
- 1722 - Caterina Bresciani, attrice teatrale italiana († 1780)
- 1725 - Luigi Giovanni Maria di Borbone, duca di Penthièvre, principe francese († 1793)
- 1725 - Cristiana Enrichetta del Palatinato-Zweibrücken, nobile tedesca († 1816)
- 1729 - Egidio Maria da Taranto, religioso italiano († 1812)
- 1739 - Marc-Antoine Désaugiers, compositore francese († 1793)
- 1741 - Angelo Mazza, poeta e letterato italiano († 1817)
- 1742 - Ernst Friedrich von Ockel, teologo lettone († 1816)
- 1743 - Jacques-Charles de Fitz-James, generale francese († 1805)
- 1753 - James McHenry, politico e statistico statunitense († 1816)
- 1755 - Fabrizio Turriozzi, cardinale italiano († 1826)
- 1756 - Eugenio Biroldi, organaro italiano († 1827)
- 1758 - Peter Andreas Heiberg, poeta danese († 1841)
- 1761 - Giuseppe Manetti, architetto e botanico italiano († 1817)
- 1762 - Filippo Severoli, generale italiano († 1822)
- 1766 - Rodolphe Kreutzer, violinista, compositore e direttore d'orchestra francese († 1831)
- 1770 - Étienne Pivert de Senancour, scrittore francese († 1846)
- 1773 - Gabriel Pierre Patrice Rambourgt, militare francese († 1848)
- 1775 - Enrico Seyssel d'Aix, politico italiano († 1843)
- 1778 - Michele Maria Milano, scrittore italiano († 1843)
- 1779 - Luigi Villoresi, agronomo, botanico e architetto del paesaggio italiano († 1823)
- 1780 - Ekaterina Andreevna Kolyvanova, nobildonna russa († 1851)
- 1780 - Francesco Strani, vescovo cattolico italiano († 1855)
- 1782 - Gilbert Elliot-Murray-Kynynmound, II conte di Minto, nobile e politico britannico († 1859)
- 1788 - Joseph Kopp, filologo classico tedesco († 1842)
- 1791 - Olaf Rye, militare norvegese († 1849)
- 1793 - Francis Danby, pittore irlandese († 1861)
- 1795 - François-Auguste-Ferdinand Donnet, cardinale e arcivescovo cattolico francese († 1882)

## XIX secolo(179)
- 1802 - Johann Heinrich Heim, medico e politico svizzero († 1876)
- 1802 - Bernard Romain Julien, incisore, litografo e pittore francese († 1871)
- 1806 - Karol Kuzmány, scrittore, giornalista e pastore protestante slovacco († 1866)
- 1807 - Jónas Hallgrímsson, poeta islandese († 1846)
- 1808 - José Rufino Echenique, politico peruviano († 1887)
- 1809 - Leopoldine Blahetka, pianista e compositrice austriaca († 1885)
- 1810 - Karel Hynek Mácha, scrittore ceco († 1836)
- 1810 - Pasquale de Virgiliis, poeta, patriota e politico italiano († 1876)
- 1811 - Michail Ivanovič Lebedev, pittore russo († 1837)
- 1812 - Francesco Carrara, archeologo dalmata († 1854)
- 1812 - Elisa Counis, pittrice svizzera († 1847)
- 1813 - Melchior Josef Martin Knüsel, politico svizzero († 1889)
- 1815 - George Charles Wallich, medico e biologo britannico († 1899)
- 1816 - Gustave Delahante, imprenditore francese († 1905)
- 1816 - Leonardo Roissard de Bellet, militare e politico italiano († 1901)
- 1819 - Wilhelm Marr, tedesco († 1904)
- 1819 - Filippo Satriano, politico italiano
- 1822 - Auguste Cain, scultore francese († 1894)
- 1822 - Ettore Novelli, bibliotecario, poeta e storico italiano († 1900)
- 1826 - Maria Velotti, religiosa italiana († 1886)
- 1827 - James Carnegie, IX conte di Southesk, nobile britannico († 1905)
- 1827 - Charles Eliot Norton, critico letterario, critico d'arte e insegnante statunitense († 1908)
- 1830 - Otto Hartwig, bibliotecario e storico tedesco († 1903)
- 1831 - Constance Nantier-Didiée, mezzosoprano francese († 1867)
- 1832 - Paul Cérésole, politico svizzero († 1905)
- 1832 - Ildebrando Scipiotti, patriota e militare italiano († 1891)
- 1835 - Eugenio Beltrami, matematico e fisico italiano († 1900)
- 1836 - Aimée-Olympe Desclée, attrice teatrale francese († 1874)
- 1836 - Kalākaua delle Hawaii, re († 1891)
- 1836 - Frederick Wollaston Hutton, naturalista e scienziato britannico († 1905)
- 1837 - Franz Camille Overbeck, teologo tedesco († 1905)
- 1838 - Yikuang, nobile e politico cinese († 1917)
- 1839 - Pietro Bouvier, pittore italiano († 1927)
- 1839 - Louis Fréchette, poeta, scrittore e politico canadese († 1908)
- 1839 - Cesira Pozzolini, scrittrice e filantropa italiana († 1914)
- 1839 - Guido Sommi Picenardi, storico e letterato italiano († 1914)
- 1840 - Charles Edward Barber, medaglista statunitense († 1917)
- 1840 - Henry Cros, pittore, scultore e ceramista francese († 1907)
- 1840 - Henry Markham, politico statunitense († 1923)
- 1840 - Francesco Sforza Cesarini, politico, patriota e militare italiano († 1899)
- 1841 - Alberto Cantoni, scrittore italiano († 1904)
- 1841 - Jules Violle, fisico e inventore francese († 1923)
- 1842 - Carlo Michel, imprenditore italiano († 1915)
- 1842 - Hannibal Sehested, politico danese († 1924)
- 1843 - Odoardo Beccari, naturalista e botanico italiano († 1920)
- 1843 - Louise Jopling, pittrice e poetessa inglese († 1933)
- 1844 - Francesco Saverio Mercaldi, pittore, poeta e scrittore italiano († 1923)
- 1846 - James Balfour Paul, araldista e enciclopedista britannico († 1931)
- 1849 - Paolo Gaffuri, editore italiano († 1931)
- 1850 - Federico Errázuriz Echaurren, politico cileno († 1901)
- 1851 - Minnie Hauk, soprano statunitense († 1929)
- 1851 - William Morrow, calciatore nordirlandese († 1922)
- 1852 - Maximilian von Frey, fisiologo austriaco († 1932)
- 1852 - Fanny Vanzi Mussini, scrittrice e traduttrice italiana († 1914)
- 1852 - Federico Augusto II di Oldenburg, sovrano tedesco († 1931)
- 1854 - Franz Curti, compositore svizzero († 1898)
- 1854 - Ludwig Piskaçek, ginecologo austriaco († 1932)
- 1855 - Luigi Gioli, pittore italiano († 1947)
- 1855 - Iginio Tansini, chirurgo e oncologo italiano († 1943)
- 1855 - Tommaso Tittoni, diplomatico e politico italiano († 1931)
- 1856 - Wally Moes, pittrice olandese († 1918)
- 1857 - Aldred Lumley, X conte di Scarbrough, generale inglese († 1945)
- 1857 - Elsa d'Esterre-Keeling, scrittrice, traduttrice e docente irlandese († 1935)
- 1857 - Henry Potonié, botanico tedesco († 1913)
- 1858 - Edoardo Talamo, politico italiano († 1916)
- 1860 - Eugène Deully, pittore francese († 1933)
- 1860 - John Nicholas Luff, filatelista statunitense († 1938)
- 1860 - Curt Schimmelbusch, chirurgo tedesco († 1895)
- 1861 - Arvid Järnefelt, giudice e scrittore finlandese († 1932)
- 1862 - Ida Gibbs, docente e attivista statunitense († 1957)
- 1862 - Gabriel Llompart y Jaume Santandreu, vescovo cattolico spagnolo († 1928)
- 1862 - Jacques Rouché, direttore teatrale francese († 1957)
- 1863 - Giuliano Bonazzi, bibliotecario italiano († 1956)
- 1863 - Antonin-Dalmace Sertillanges, filosofo e teologo francese († 1948)
- 1864 - Augusta Rasponi del Sale, artista italiana († 1942)
- 1865 - Sydney Lawford, generale britannico († 1953)
- 1865 - Oddino Morgari, politico e giornalista italiano († 1944)
- 1866 - Sidney Greville, nobile inglese († 1927)
- 1867 - Léon Daudet, scrittore e politico francese († 1942)
- 1867 - Albert Heine, attore e regista tedesco († 1949)
- 1869 - Georges Redon, pittore e illustratore francese († 1943)
- 1870 - Eugenio Donadoni, critico letterario italiano († 1924)
- 1870 - Ambrogio Robecchi, ciclista su strada italiano († 1963)
- 1871 - Hugo Lederer, scultore e architetto tedesco († 1940)
- 1872 - Pietro Vasta, medico e politico italiano († 1909)
- 1874 - Thomas Denman, III barone Denman, politico britannico († 1954)
- 1874 - Fozio II, arcivescovo ortodosso greco († 1935)
- 1874 - Aleksandr Vasil'evič Kolčak, esploratore, ammiraglio e politico russo († 1920)
- 1874 - Vincenzo Tamborino, politico italiano († 1960)
- 1875 - Béla Békessy, schermidore ungherese († 1916)
- 1876 - André Abbal, scultore francese († 1953)
- 1876 - Giuseppe Anselmi, tenore italiano († 1929)
- 1876 - Michael Gleason, canottiere statunitense († 1923)
- 1876 - Gheorghe Plagino, tiratore a volo rumeno († 1949)
- 1876 - Reinhard Wagner, ginnasta e multiplista statunitense († 1964)
- 1877 - Guido Almagià, ammiraglio italiano († 1948)
- 1878 - Nikolaj Dmitrievič Avksent'ev, politico russo († 1943)
- 1878 - Pietro Bragaglia, ginnasta italiano († 1956)
- 1878 - Anselmo Catalán, abate spagnolo († 1959)
- 1878 - Harald Halvorsen, ginnasta norvegese († 1965)
- 1878 - Hans Vollmer, storico dell'arte tedesco († 1969)
- 1880 - Charles Haberkorn, tiratore di fune e lottatore statunitense († 1966)
- 1880 - Percy Smith, calciatore e allenatore di calcio inglese († 1959)
- 1880 - Alfredo Sabato Toaff, rabbino e biblista italiano († 1963)
- 1881 - Domenico Alaleona, organista, compositore e critico musicale italiano († 1928)
- 1881 - Joel Henry Hildebrand, chimico statunitense († 1983)
- 1881 - Hugo Meisl, calciatore e allenatore di calcio austriaco († 1937)
- 1882 - Giotto Maraghini, ammiraglio italiano († 1946)
- 1882 - Rosa Chiarina Scolari, religiosa italiana († 1949)
- 1882 - Giovanni Vitrotti, direttore della fotografia e regista cinematografico italiano († 1966)
- 1883 - Emil Breitkreutz, mezzofondista statunitense († 1972)
- 1883 - Bruce M. Mitchell, regista e attore statunitense († 1952)
- 1883 - Josef Taurer, calciatore austriaco († 1956)
- 1884 - Elvira Casazza, mezzosoprano italiano († 1965)
- 1884 - Giuseppe Fiocco, storico dell'arte e critico d'arte italiano († 1971)
- 1885 - Josef Kentenich, presbitero tedesco († 1968)
- 1886 - Jalmari Eskola, mezzofondista finlandese († 1958)
- 1886 - Roderich Fick, architetto tedesco († 1955)
- 1886 - Arnold Wycombe Gomme, filologo classico e storico britannico († 1959)
- 1886 - Gerald Hamer, attore britannico († 1972)
- 1886 - Marcel Riesz, matematico ungherese († 1969)
- 1887 - Hans Blume, calciatore olandese († 1978)
- 1887 - Fritz Neidholdt, militare tedesco († 1947)
- 1888 - Giovanni Balbo, partigiano italiano († 1945)
- 1888 - Henri Bosco, scrittore francese († 1976)
- 1888 - Émilien Devic, calciatore francese († 1944)
- 1889 - Aleksandr Grigor'evič Archangel'skij, poeta russo († 1938)
- 1889 - John Arnold, direttore della fotografia statunitense († 1964)
- 1889 - Antonio Ferretti, chimico e imprenditore italiano († 1955)
- 1889 - Sophus Hansen, calciatore e arbitro di calcio danese († 1962)
- 1889 - Josef Andreas Jungmann, gesuita e teologo austriaco († 1975)
- 1889 - George S. Kaufman, commediografo, regista teatrale e produttore teatrale statunitense († 1961)
- 1889 - Emil Oberle, calciatore tedesco († 1955)
- 1889 - Julius Ringel, generale austriaco († 1967)
- 1889 - Louis Scott, mezzofondista statunitense († 1954)
- 1890 - Gyula Feldmann, allenatore di calcio e calciatore ungherese († 1955)
- 1890 - Elpidio Quirino, politico filippino († 1956)
- 1890 - Guido da Zara, militare italiano († 1943)
- 1891 - László Beleznai, nuotatore, pallanuotista e allenatore di pallanuoto ungherese († 1953)
- 1891 - Julius Leber, politico tedesco († 1945)
- 1892 - Guō Mòruò, scrittore, poeta e drammaturgo cinese († 1978)
- 1892 - Richard Hale, attore e cantante lirico statunitense († 1981)
- 1892 - Jean-François Jannekeyn, aviatore, generale e politico francese († 1971)
- 1892 - Tazio Nuvolari, pilota automobilistico e pilota motociclistico italiano († 1953)
- 1892 - Montagu Stopford, generale britannico († 1971)
- 1893 - Alvaro Fantozzi, antifascista italiano († 1922)
- 1893 - Bob Kelly, calciatore e allenatore di calcio inglese († 1969)
- 1893 - Donald Lippincott, velocista statunitense († 1962)
- 1894 - Mariano Rossini, militare italiano († 1983)
- 1894 - Karin de Laval, traduttrice svedese († 1973)
- 1895 - Paul Hindemith, compositore, violista e direttore d'orchestra tedesco († 1963)
- 1895 - Alvaro Leonardi, ufficiale e aviatore italiano († 1955)
- 1895 - Harry Mitchell, pugile britannico († 1983)
- 1896 - Emilio Barucco, calciatore italiano († 1982)
- 1896 - Enrico Gadda, aviatore e militare italiano († 1918)
- 1896 - Jim Jordan, attore statunitense († 1988)
- 1896 - Joan Lindsay, scrittrice e commediografa australiana († 1984)
- 1896 - Oswald Mosley, politico britannico († 1980)
- 1896 - Enrico Porrello, politico italiano († 1982)
- 1896 - Lawrence Tibbett, cantante e attore statunitense († 1960)
- 1896 - Koloman von Pataky, tenore ungherese († 1964)
- 1897 - Choudhary Rahmat Ali, politico pakistano († 1951)
- 1897 - G. E. Lowman, pastore protestante e conduttore radiofonico statunitense († 1965)
- 1897 - Antonio Messineo, gesuita e scrittore italiano († 1978)
- 1898 - Warren McCulloch, neurofisiologo statunitense († 1969)
- 1898 - Anunciado Serafini, vescovo cattolico argentino († 1963)
- 1899 - Sherman Clark, canottiere statunitense († 1980)
- 1899 - Antonio Giannangeli, sindacalista, anarchico e antifascista italiano († 1933)
- 1899 - John Harkrider, scenografo e costumista statunitense († 1982)
- 1899 - Carlo Rosselli, antifascista, giornalista e filosofo italiano († 1937)
- 1899 - Lamberti Sorrentino, giornalista, rivoluzionario e critico letterario italiano († 1993)
- 1899 - Samuel Spewack, drammaturgo, librettista e sceneggiatore russo († 1971)
- 1899 - Mihail Séspel', poeta e scrittore russo († 1922)
- 1900 - Eugenio Bossilkov, vescovo cattolico bulgaro († 1952)
- 1900 - Wacław Czerwiński, ingegnere polacco († 1988)
- 1900 - Nikolaj Ėrdman, drammaturgo e sceneggiatore sovietico († 1970)
- 1900 - Eliška Junková, pilota automobilistica cecoslovacca († 1994)
- 1900 - Andrea Gregar, allenatore di calcio e calciatore italiano († 1977)
- 1900 - Emerson Norton, multiplista statunitense († 1986)

## XX secolo(829)
- 1901 - Marcel Domergue, calciatore francese († 1969)
- 1901 - Norman Marshall, regista teatrale, direttore teatrale e produttore teatrale inglese († 1980)
- 1901 - Ernest Nagel, filosofo statunitense († 1985)
- 1901 - Lev Sverdlin, attore sovietico († 1969)
- 1902 - Paul Bontemps, siepista e mezzofondista francese († 1981)
- 1902 - Guido Carrer, pittore italiano († 1984)
- 1902 - Wilhelm Stuckart, avvocato tedesco († 1953)
- 1903 - Thorold Dickinson, regista, sceneggiatore e produttore cinematografico inglese († 1984)
- 1903 - Caryl Lincoln, attrice statunitense († 1983)
- 1903 - Barbara McLean, montatrice statunitense († 1996)
- 1903 - Ėduard Adol'fovič Penclin, regista cinematografico sovietico († 1990)
- 1903 - Dumitru Stăniloae, teologo rumeno († 1993)
- 1903 - Melchior Wezel, ginnasta svizzero († 1989)
- 1904 - Nnamdi Azikiwe, scrittore e politico nigeriano († 1996)
- 1904 - Carlo Caiano, produttore cinematografico e sceneggiatore italiano († 1993)
- 1904 - Giancarlo Cornaggia-Medici, schermidore italiano († 1970)
- 1904 - Edmondo Della Valle, calciatore italiano († 1976)
- 1904 - Arne Møller, calciatore norvegese († 1963)
- 1904 - José Luís de Oliveira, calciatore brasiliano
- 1904 - Renée Saint-Cyr, attrice francese († 2004)
- 1904 - Mario Salazzari, scultore, partigiano e poeta italiano († 1993)
- 1905 - Margita Alfvén, attrice svedese († 1962)
- 1905 - Eddie Condon, musicista e chitarrista statunitense († 1973)
- 1905 - Ettore Cunial, arcivescovo cattolico italiano († 2005)
- 1905 - Jenő Löwy, allenatore di calcio e calciatore ungherese († 1967)
- 1905 - Albino Principe, attore, sceneggiatore e regista italiano († 1980)
- 1905 - Josef Suchý, calciatore cecoslovacco († 1984)
- 1906 - Octavio Antonio Beras Rojas, cardinale e arcivescovo cattolico dominicano († 1990)
- 1906 - Henri Charrière, scrittore francese († 1973)
- 1907 - Burgess Meredith, attore statunitense († 1997)
- 1908 - Suor Emmanuelle, religiosa e missionaria belga († 2008)
- 1908 - Nicolás Lindley, generale e politico peruviano († 1995)
- 1908 - Raymond Peynet, illustratore francese († 1999)
- 1909 - Angelo Azzimonti, calciatore e allenatore di calcio italiano († 1985)
- 1909 - Ferdinand Denzler, pallanuotista svizzero († 1991)
- 1909 - Michio Mado, poeta giapponese († 2014)
- 1909 - Piero Pampaloni, calciatore italiano († 1983)
- 1909 - Maurizio Valenzi, politico italiano († 2009)
- 1910 - Felice Benuzzi, diplomatico, scrittore e alpinista italiano († 1988)
- 1910 - Bruno Catellani, ciclista su strada italiano († 1993)
- 1911 - Edward Kofler, matematico polacco († 2007)
- 1911 - Luigi Leone, calciatore italiano († 1942)
- 1911 - Luigi Nazari, militare e aviatore italiano († 1982)
- 1911 - Miguel Oltra, presbitero spagnolo († 1982)
- 1911 - Maria Tasnady, attrice e cantante ungherese († 2001)
- 1911 - Yu Jingxiao, cestista cinese
- 1912 - Bruno Bedosti, calciatore italiano († 1954)
- 1912 - Luigi Caligaris, calciatore italiano
- 1912 - Mario Cenzi, militare e aviatore italiano († 1938)
- 1912 - Archibald Colquhoun, letterato e traduttore inglese († 1964)
- 1912 - George Petrie, attore statunitense († 1997)
- 1912 - Louis Salica, pugile statunitense († 2002)
- 1913 - Ellen Albertini Dow, attrice e ballerina statunitense († 2015)
- 1913 - Mario Bergamaschi, calciatore italiano
- 1913 - Ottone Pecorari, militare italiano († 1936)
- 1913 - Mary Queeny, attrice e regista egiziana († 2003)
- 1913 - Martin Wight, politologo e storico britannico († 1972)
- 1913 - Gunn Wållgren, attrice svedese († 1983)
- 1914 - Eddie Chapman, agente segreto britannico († 1997)
- 1914 - Rajmund Kupareo, teologo, presbitero e poeta croato († 1996)
- 1914 - Roberto Nicolosi, compositore italiano († 1989)
- 1914 - Wanda Pasquini, attrice italiana († 2001)
- 1914 - Carlo Florindo Semini, compositore e insegnante svizzero († 2004)
- 1915 - Guerriero Bolli, storico italiano († 2013)
- 1915 - Rado Bordon, partigiano, poeta e traduttore jugoslavo († 1992)
- 1915 - Michele D'Auria, religioso e militare italiano († 2003)
- 1915 - Felice Ippolito, geologo e ingegnere italiano († 1997)
- 1915 - Juan Marvezzi, calciatore argentino († 1971)
- 1916 - Edward C. Banfield, sociologo e politologo statunitense († 1999)
- 1916 - Daws Butler, doppiatore statunitense († 1988)
- 1916 - Malvina Pastorino, attrice argentina († 1994)
- 1916 - Christopher Strachey, informatico inglese († 1975)
- 1917 - Jean Asfar, schermidore egiziano († 2010)
- 1917 - Nereo Burattini, allenatore di calcio e calciatore italiano († 2010)
- 1917 - Bruno Caccia, magistrato italiano († 1983)
- 1917 - Patrick Grundy, matematico inglese († 1959)
- 1917 - Jack Stirling, cestista statunitense († 1970)
- 1918 - Vittorio Buttafava, giornalista e scrittore italiano († 1983)
- 1919 - Anatolij Fëdorovič Dobrynin, politico e diplomatico sovietico († 2010)
- 1919 - Giuliano Manacorda, critico letterario italiano († 2010)
- 1920 - Alfredo Berzanti, politico e partigiano italiano († 2000)
- 1920 - José Lewgoy, attore brasiliano († 2003)
- 1920 - Gastone Rinaldi, designer e calciatore italiano († 2006)
- 1920 - Lia Zoppelli, attrice italiana († 1988)
- 1921 - Franco Bandini, giornalista italiano († 2004)
- 1921 - Edmondo Fabbri, allenatore di calcio e calciatore italiano († 1995)
- 1921 - Nilo Faldon, presbitero e scrittore italiano († 2016)
- 1921 - Yeshwant Ghadge, militare indiano († 1944)
- 1921 - Ermanno Marchionna, matematico italiano († 1993)
- 1921 - Kevin O'Donovan, cestista irlandese († 1992)
- 1921 - Klavdija Točënova, pesista sovietica († 2004)
- 1921 - Ben Weisman, compositore statunitense († 2007)
- 1921 - Giuseppe Zagarrio, poeta e critico letterario italiano († 1994)
- 1922 - Gene Amdahl, ingegnere e informatico statunitense († 2015)
- 1922 - Patricia Barry, attrice statunitense († 2016)
- 1922 - Royal Dano, attore statunitense († 1994)
- 1922 - Lucio De Santis, attore e produttore cinematografico italiano († 2006)
- 1922 - Pierre Duprey, vescovo cattolico e missionario francese († 2007)
- 1922 - Pietro Genduso, entomologo italiano († 1999)
- 1922 - Salvatore Giuliano, brigante italiano († 1950)
- 1922 - Janusz Morgenstern, regista e produttore cinematografico polacco († 2011)
- 1922 - Oleg Pavlovič Nikolaevskij, regista sovietico († 1998)
- 1922 - José Saramago, scrittore, giornalista e drammaturgo portoghese († 2010)
- 1923 - Giovanna Bemporad, poetessa e traduttrice italiana († 2013)
- 1923 - Ugo Buzzelli, poeta italiano († 2010)
- 1923 - Marc Camoletti, commediografo e regista francese († 2003)
- 1923 - Giuseppe De Monte, militare e partigiano italiano († 1945)
- 1923 - Vincentiu Grigorescu, pittore italiano († 2012)
- 1923 - Giuliano Romano, astronomo e divulgatore scientifico italiano († 2013)
- 1923 - Jiří Žďárský, calciatore cecoslovacco († 2018)
- 1924 - Michèle Auclair, violinista francese († 2005)
- 1924 - Haim Bar-Lev, generale e politico israeliano († 1994)
- 1924 - Gianni Ferrio, direttore d'orchestra, arrangiatore e compositore italiano († 2013)
- 1924 - Lajos Kada, arcivescovo cattolico ungherese († 2001)
- 1924 - Gianni Lancia, ingegnere e imprenditore italiano († 2014)
- 1924 - Erika Mahringer, sciatrice alpina austriaca († 2018)
- 1924 - Mel Patton, velocista statunitense († 2014)
- 1924 - Remo Remotti, attore italiano († 2015)
- 1925 - Gianfranco Dell'Innocenti, calciatore e allenatore di calcio italiano († 2012)
- 1925 - Stane Dolanc, politico jugoslavo († 1999)
- 1925 - Michel Jouvet, neurologo francese († 2017)
- 1925 - Zoltán Krenický, cestista cecoslovacco († 1976)
- 1925 - Francesco Mazzoni, filologo italiano († 2007)
- 1925 - Renée Reggiani, scrittrice e giornalista italiana († 2019)
- 1926 - Mario Didò, sindacalista e politico italiano († 2007)
- 1926 - Barnett Rosenberg, chimico statunitense († 2009)
- 1926 - Aleksej Stepanovič Suėtin, scacchista sovietico († 2001)
- 1926 - Guido Veroi, medaglista e scultore italiano († 2013)
- 1926 - Ivan Veselinov, sollevatore bulgaro († 1996)
- 1927 - Robert Butler, regista statunitense († 2023)
- 1927 - Alfonso Campanile, poeta italiano († 1998)
- 1927 - Giovan Battista Carpi, fumettista e illustratore italiano († 1999)
- 1927 - Ernesto Cucchiaroni, calciatore argentino († 1971)
- 1927 - Shreeram Lagoo, attore indiano († 2019)
- 1927 - Salvatore Minore, mafioso italiano († 1982)
- 1927 - Barbara Payton, attrice e modella statunitense († 1967)
- 1928 - David Adams, ballerino canadese († 2007)
- 1928 - Edmondo Colombi, calciatore italiano
- 1928 - Dick Gamble, hockeista su ghiaccio, allenatore di hockey su ghiaccio e dirigente sportivo canadese († 2018)
- 1928 - Clu Gulager, attore e regista statunitense († 2022)
- 1928 - Peter Higgins, velocista britannico († 1993)
- 1928 - Marvin Levy, giornalista statunitense († 2025)
- 1928 - Ėngel'sina Markizova, storica e orientalista sovietica († 2004)
- 1928 - Luciano Ricci, regista italiano († 1973)
- 1929 - Alberto Baruzzi, ex calciatore italiano
- 1929 - Carlo Raffaele Marcello, fumettista italiano († 2007)
- 1929 - Maurice Megennis, sollevatore britannico († 2020)
- 1929 - Dick Surhoff, cestista statunitense († 1987)
- 1930 - Chinua Achebe, scrittore, saggista e critico letterario nigeriano († 2013)
- 1930 - Eros Baccalini, calciatore italiano († 2016)
- 1930 - Orvar Bergmark, calciatore e allenatore di calcio svedese († 2004)
- 1930 - Roland Bertin, attore francese († 2024)
- 1930 - Ignacio Calle, calciatore colombiano († 1982)
- 1930 - Frieda Dänzer, sciatrice alpina svizzera († 2015)
- 1930 - Prawitz Öberg, calciatore svedese († 1995)
- 1930 - Totò Riina, mafioso e terrorista italiano († 2017)
- 1931 - Luciano Bottaro, fumettista italiano († 2006)
- 1931 - José Casas Gris, calciatore spagnolo († 2010)
- 1931 - Mario Corti, calciatore italiano († 2020)
- 1931 - Pietro Dalio, calciatore italiano († 2007)
- 1931 - Vito Napoli, politico italiano († 2004)
- 1931 - Hubert Sumlin, chitarrista e cantante statunitense († 2011)
- 1931 - Roberto Viau, cestista argentino († 1971)
- 1932 - Sergio Castellaneta, politico italiano († 2018)
- 1932 - Jiří Havlis, canottiere cecoslovacco († 2010)
- 1932 - Fernando Sáenz Lacalle, arcivescovo cattolico e missionario spagnolo († 2022)
- 1933 - Primarosa Battistella, attrice italiana
- 1933 - Nicola Scaglione, politico italiano
- 1933 - Guy Stockwell, attore statunitense († 2002)
- 1934 - Franco Aloisi, fumettista e doppiatore italiano
- 1934 - Emanuel Attard, calciatore maltese († 2002)
- 1934 - Pietro Fabris, politico italiano († 2022)
- 1934 - Stanislava Hubálková, cestista cecoslovacca († 2013)
- 1934 - Felton Jarvis, produttore discografico statunitense († 1981)
- 1934 - Vitilio Masiello, italianista, critico letterario e politico italiano († 2018)
- 1934 - Jo Helen White, cestista e allenatrice di pallacanestro statunitense († 2021)
- 1934 - Luciano De Simon, matematico italiano († 2002)
- 1935 - Marcello Ferrari, politico italiano
- 1935 - Muhammad Husayn Fadlallah, religioso libanese († 2010)
- 1935 - Lina Nerli Taviani, costumista italiana
- 1935 - Manlio Pastore Stocchi, critico letterario e filologo italiano († 2021)
- 1935 - Gordon Porteus, ex slittinista britannico
- 1935 - France-Albert René, politico seychellese († 2019)
- 1936 - Skip Barber, pilota di Formula 1 statunitense
- 1936 - Isaac Berger, sollevatore statunitense († 2022)
- 1936 - Giampaolo Dallara, ingegnere e imprenditore italiano
- 1936 - Patricia Fortini Brown, storica dell'arte statunitense
- 1936 - Umberto Mariani, artista e pittore italiano
- 1936 - Joaquín Navarro-Valls, giornalista e medico spagnolo († 2017)
- 1937 - Jörg Bruder, velista e insegnante brasiliano († 1973)
- 1937 - Denis Chicoine, presbitero statunitense († 1995)
- 1937 - Viktor Jakušev, hockeista su ghiaccio sovietico († 2001)
- 1937 - Antonia Locatelli, religiosa italiana († 1992)
- 1937 - Valerij Michajlovksij, regista sovietico
- 1937 - Sergio Pintor, vescovo cattolico italiano († 2020)
- 1937 - Cesare Scurati, pedagogista italiano († 2011)
- 1937 - Lothar Späth, politico tedesco († 2016)
- 1938 - Roberto Frigerio, calciatore svizzero († 2023)
- 1938 - Walter Müller, calciatore svizzero († 2018)
- 1938 - Robert Nozick, filosofo statunitense († 2002)
- 1939 - Michael Billington, critico teatrale e biografo britannico
- 1939 - Pierluigi Levrero, arbitro di calcio italiano
- 1939 - Giovanni Manzini, politico italiano
- 1939 - Francesco Marenco, politico italiano († 2025)
- 1939 - Amazonino Mendes, politico brasiliano († 2023)
- 1939 - Elisabetta Pierallini, scrittrice italiana
- 1939 - Norbert Singer, ingegnere, progettista e manager tedesco
- 1940 - Geoffrey Henry, politico cookese († 2012)
- 1940 - Roberto Leoni, scrittore, sceneggiatore e regista italiano († 2024)
- 1940 - Mauro Vajani, calciatore italiano († 2022)
- 1941 - Filippo Frontera, astrofisico italiano
- 1941 - Angelo Gilardino, chitarrista, musicologo e compositore italiano († 2022)
- 1941 - Ann McLaughlin Korologos, politica, dirigente d'azienda e gallerista statunitense († 2023)
- 1941 - Giuseppe Raimondi, designer italiano († 1997)
- 1941 - Giorgio Tori, archivista e storico italiano († 2025)
- 1942 - Maria Jelinek, ex pattinatrice artistica su ghiaccio canadese
- 1942 - Vincenzo Manzella, vescovo cattolico italiano
- 1942 - Donna McKechnie, ballerina, cantante e attrice statunitense
- 1942 - Joanna Pettet, attrice britannica
- 1943 - Pedro Adigue, pugile filippino († 2003)
- 1943 - Richard Blanton, archeologo e antropologo statunitense
- 1943 - Donald DeFreeze, terrorista e criminale statunitense († 1974)
- 1943 - Germán Dévora, allenatore di calcio e ex calciatore spagnolo
- 1943 - Wai Ching Ho, attrice e doppiatrice cinese
- 1943 - Ferdinando Mangili, ex calciatore italiano
- 1943 - Alberto Sironi, calciatore italiano († 2023)
- 1944 - Wendy Allen, ex sciatrice alpina statunitense
- 1944 - Jay Hammer, attore statunitense
- 1944 - Colin Harvey, ex calciatore e allenatore di calcio inglese
- 1944 - Carlo Lancini, ex calciatore italiano
- 1944 - Radu Nunweiller, allenatore di calcio e ex calciatore rumeno
- 1944 - Lars Olsson, ex sciatore alpino svedese
- 1945 - Jan Bucquoy, fumettista e regista belga
- 1945 - Giuseppe Di Mare, organista, pianista e compositore italiano
- 1945 - Fran Fullenwider, attrice statunitense († 1997)
- 1945 - Martine van Hamel, coreografa, regista e ex ballerina olandese
- 1945 - Lynn Hunt, storica e scrittrice statunitense
- 1945 - Steve Railsback, attore statunitense
- 1945 - Paul Raymond, tastierista, chitarrista e compositore britannico († 2019)
- 1945 - Egidio Spugnini, scenografo, incisore e designer italiano († 2024)
- 1945 - Zong Qinghou, imprenditore cinese († 2024)
- 1946 - Colin John Burgess, batterista australiano († 2023)
- 1946 - Wolfgang Kleff, allenatore di calcio e ex calciatore tedesco
- 1946 - Barbara Leigh, ex modella e attrice statunitense
- 1946 - Peter McCloy, ex calciatore scozzese
- 1946 - Terence McKenna, scrittore, naturalista e filosofo statunitense († 2000)
- 1946 - Luís Ribeiro Pinto Neto, calciatore brasiliano († 2022)
- 1946 - Jo Jo White, cestista e allenatore di pallacanestro statunitense († 2018)
- 1946 - Slobodan Šijan, regista e sceneggiatore serbo
- 1947 - Gianni Asti, allenatore di pallacanestro italiano († 2018)
- 1947 - Robert Kerr, ex calciatore scozzese
- 1947 - David Patterson, informatico statunitense
- 1947 - Franco Roberti, ex magistrato e ex politico italiano
- 1947 - Siegmar Wätzlich, calciatore tedesco orientale († 2019)
- 1948 - Alexander Abrosimov, matematico e docente russo († 2011)
- 1948 - Bamba Bakari, attore ivoriano
- 1948 - Arie Haan, ex calciatore e allenatore di calcio olandese
- 1948 - Aline Issermann, regista e sceneggiatrice francese
- 1948 - Toli Koltuniewicz, ex cestista australiano
- 1948 - Norbert Lammert, politico tedesco
- 1948 - Mate Parlov, pugile jugoslavo († 2008)
- 1948 - Oliver Shanti, musicista tedesco († 2016)
- 1949 - William Ackerman, chitarrista e compositore statunitense
- 1949 - Michel Daerden, politico belga († 2012)
- 1949 - Francesco La Motta, funzionario e prefetto italiano
- 1949 - Mario Morroni, economista italiano
- 1949 - Vantuir, ex calciatore brasiliano
- 1950 - Héctor Baley, ex calciatore argentino
- 1950 - Daniele Costantini, regista, sceneggiatore e drammaturgo italiano
- 1950 - Vladimir Kondra, allenatore di pallavolo e ex pallavolista sovietico
- 1950 - William Kent Krueger, scrittore statunitense
- 1950 - Harvey Martin, giocatore di football americano statunitense († 2001)
- 1950 - Carl Meade, ex astronauta statunitense
- 1950 - Jaime Morón, calciatore colombiano († 2005)
- 1950 - Vincenzo Viola, politico italiano
- 1951 - Mario Corradini, alpinista e scrittore italiano
- 1951 - Andy Dalton, ex rugbista a 15, allenatore di rugby a 15 e dirigente sportivo neozelandese
- 1951 - Piero Falchetta, saggista, letterato e traduttore italiano
- 1951 - Osvaldo Potente, ex calciatore argentino
- 1951 - Paula Vogel, drammaturga statunitense
- 1952 - Glenn Burke, giocatore di baseball statunitense († 1995)
- 1952 - Robin McKinley, scrittrice statunitense
- 1952 - Shigeru Miyamoto, autore di videogiochi giapponese
- 1952 - Marilyn Neufville, ex velocista giamaicana
- 1952 - Park Sang-in, allenatore di calcio e ex calciatore sudcoreano
- 1952 - Warren Siegel, fisico statunitense
- 1953 - Zigmantas Balčytis, politico lituano
- 1953 - Fabrizio Busticchi, fumettista italiano († 2017)
- 1953 - Giuseppe Modica, pittore e incisore italiano
- 1953 - Graham Moseley, ex calciatore inglese
- 1953 - Aljaksandr Prakapenka, calciatore sovietico († 1989)
- 1953 - Pirom Un-prasert, ex arbitro di calcio thailandese
- 1953 - Brigitte Zypries, politica tedesca
- 1954 - Andrea Barrett, scrittrice statunitense
- 1954 - Luis Conte, percussionista cubano
- 1954 - Lucio Cusma, ex pugile italiano
- 1954 - Francesco Ferrara, politico e sindacalista italiano
- 1954 - Bernd Hahn, ex slittinista tedesco orientale
- 1954 - Licia Maglietta, attrice italiana
- 1954 - Donald Runnicles, direttore d'orchestra britannico
- 1954 - Emidio Salomone, mafioso italiano († 2009)
- 1954 - Thomas Schütte, artista tedesco
- 1954 - Scott Wittman, paroliere e regista teatrale statunitense
- 1955 - Maria Assunta Accili, ambasciatrice italiana
- 1955 - Marie-Hélène Aubert, politica francese
- 1955 - Delio Cassetta, direttore d'orchestra e musicista italiano
- 1955 - Héctor Cúper, allenatore di calcio e ex calciatore argentino
- 1955 - Chip Johannessen, sceneggiatore e produttore televisivo statunitense
- 1955 - Jun Kunimura, attore giapponese
- 1955 - Guillermo Lasso, imprenditore, banchiere e politico ecuadoriano
- 1955 - Sergio Melillo, vescovo cattolico italiano
- 1955 - Herbert Oberhofer, calciatore austriaco († 2012)
- 1955 - Alex Partexano, attore italiano
- 1955 - Anna Vanzan, iranista, islamista e traduttrice italiana († 2020)
- 1956 - Wayne Cooper, cestista, allenatore di pallacanestro e dirigente sportivo statunitense († 2022)
- 1956 - Johann Dihanich, ex calciatore austriaco
- 1956 - Gilbert Gabriel, polistrumentista e paroliere britannico
- 1956 - Max Hagmayr, ex calciatore austriaco
- 1956 - Kim Jong-pil, ex calciatore sudcoreano
- 1956 - Terry Labonte, pilota automobilistico statunitense
- 1956 - Gerardo Miranda, ex calciatore spagnolo
- 1956 - Jackson, ex giocatore di calcio a 5 brasiliano
- 1956 - Antonio Scavone, politico italiano
- 1956 - Wang Feng, ex calciatore cinese
- 1957 - Carlos Enrique Barcos, ex calciatore uruguaiano
- 1957 - José Ramón Corchado, ex calciatore e allenatore di calcio spagnolo
- 1957 - Ingemar Erlandsson, calciatore svedese († 2022)
- 1957 - Reiner Knizia, autore di giochi tedesco
- 1957 - Tine Lindhardt, teologa e vescova luterana danese
- 1957 - Lotte Riisholt, cantante danese
- 1957 - Massimo Rossi, politico italiano
- 1957 - Hideaki Tomiyama, ex lottatore giapponese
- 1957 - Michele Dall'Ongaro, compositore, musicologo e conduttore radiofonico italiano
- 1958 - Pierluigi D'Este, ex arbitro di pallacanestro italiano
- 1958 - Joe Ellis, dirigente sportivo statunitense
- 1958 - Roberto Guerrero, pilota automobilistico colombiano
- 1958 - Jens Halfwassen, filosofo tedesco († 2020)
- 1958 - Marg Helgenberger, attrice statunitense
- 1958 - Anne Holt, scrittrice, avvocato e giornalista norvegese
- 1958 - Sooronbay Jeenbekov, politico kirghiso
- 1958 - Sándor Olajos, ex calciatore e ex giocatore di calcio a 5 ungherese
- 1958 - Edward Sarul, ex pesista polacco
- 1958 - Neil Turok, fisico sudafricano
- 1958 - Geling Yan, scrittrice e sceneggiatrice cinese
- 1959 - Bert Cameron, ex velocista giamaicano
- 1959 - Carlo Dall'Oppio, vigile del fuoco e dirigente pubblico italiano
- 1959 - Ursula Konzett, ex sciatrice alpina liechtensteinese
- 1959 - Riccardo Maritozzi, ex calciatore italiano
- 1959 - Corey Pavin, golfista statunitense
- 1959 - Julia Przyłębska, giudice polacca
- 1959 - Sheryl WuDunn, giornalista, scrittrice e docente statunitense
- 1960 - Fethi Baccouche, ex mezzofondista e siepista tunisino
- 1960 - Fausto Bargna, ex cestista italiano
- 1960 - Rustam Dastanoglu, scrittore azero
- 1960 - Francesco Onorato, mafioso e collaboratore di giustizia italiano
- 1960 - Israel Rodríguez Soriano, ex calciatore ecuadoriano
- 1960 - Martina Schröter, ex canottiera tedesca
- 1960 - Carolyn Smith, ballerina, coreografa e personaggio televisivo britannica
- 1960 - Ėlina Z'verava, ex discobola bielorussa
- 1961 - Frank Bruno, ex pugile britannico
- 1961 - Karen Duve, scrittrice tedesca
- 1961 - Corinne Hermès, cantante francese
- 1961 - Michele Pawk, attrice e cantante statunitense
- 1961 - Chris Pitman, polistrumentista e compositore statunitense
- 1961 - Andrea Prodan, attore, cantante e musicista italiano
- 1961 - Danila Satragno, cantante italiana
- 1961 - Tony Severo, conduttore radiofonico e pubblicitario italiano
- 1961 - Müjdat Yetkiner, ex calciatore turco
- 1962 - Steve Bould, allenatore di calcio e ex calciatore inglese
- 1962 - Giovanni Cervone, allenatore di calcio e ex calciatore italiano
- 1962 - Marco Ciappelli, compositore e paroliere italiano
- 1962 - Darwyn Cooke, fumettista e animatore canadese († 2016)
- 1962 - Alberto Ferrari, regista e sceneggiatore italiano
- 1962 - Martial Gayant, dirigente sportivo, ex ciclista su strada e ciclocrossista francese
- 1962 - Giuseppe La Placa, vescovo cattolico italiano
- 1962 - Giancarlo Lana, ex arbitro di calcio italiano
- 1962 - Vladan Matijević, scrittore e poeta serbo
- 1962 - Gary Mounfield, bassista britannico
- 1963 - Eduardo Angel Barbero, allenatore di calcio e ex calciatore argentino
- 1963 - Dietmar Beiersdorfer, dirigente sportivo e ex calciatore tedesco
- 1963 - William Bonner, giornalista, scrittore e conduttore televisivo brasiliano
- 1963 - Ida Carmina, politica italiana
- 1963 - Scott L. Fitzgerald, politico statunitense
- 1963 - Zina Garrison, ex tennista statunitense
- 1963 - Göran Holter, ex calciatore svedese
- 1963 - Giuseppe Incocciati, allenatore di calcio e ex calciatore italiano
- 1963 - Antoine Kombouaré, allenatore di calcio e ex calciatore francese
- 1963 - Roberto Morassut, politico italiano
- 1963 - Fabio Scipioni, musicista, compositore e paroliere italiano
- 1963 - Meenakshi Seshadri, attrice indiana
- 1963 - René Steinke, attore tedesco
- 1963 - Kevin Sweeney, ex giocatore di football americano statunitense
- 1963 - Michael Tilly, teologo, ebraista e biblista tedesco
- 1963 - Bernard Wright, tastierista e cantante statunitense († 2022)
- 1964 - Monica Bandini, ciclista su strada italiana († 2021)
- 1964 - Valeria Bruni Tedeschi, attrice, regista e sceneggiatrice italiana
- 1964 - Luciano Floridi, filosofo italiano
- 1964 - Midori Honda, allenatrice di calcio e ex calciatrice giapponese
- 1964 - Joseph Hudepohl, ex nuotatore statunitense
- 1964 - Diana Krall, cantante e pianista canadese
- 1964 - Harry Lennix, attore statunitense
- 1964 - Francisco Liaño, ex calciatore spagnolo
- 1964 - Stefania Nobile, imprenditrice e personaggio televisivo italiana
- 1964 - Jeff Pinkner, sceneggiatore, produttore televisivo e produttore cinematografico statunitense
- 1964 - Maeve Quinlan, attrice e ex tennista statunitense
- 1964 - Josip Weber, calciatore croato († 2017)
- 1965 - Mika Aaltonen, ex calciatore finlandese
- 1965 - Marino Alonso, ex ciclista su strada spagnolo
- 1965 - Paulus Budi Kleden, arcivescovo cattolico indonesiano
- 1965 - Peter Gvozdják, compositore di scacchi slovacco
- 1965 - Hjalmar Hoekema, ex giocatore di calcio a 5 olandese
- 1965 - Dave Kushner, chitarrista statunitense
- 1965 - Pauline Lan, attrice, cantante e conduttrice televisiva taiwanese
- 1965 - Lars Moldestad, dirigente sportivo e ex calciatore norvegese
- 1965 - Morby, cantante italiano
- 1965 - Katarina Nyberg, giocatrice di curling svedese
- 1965 - Nelson Rodríguez, ex ciclista su strada colombiano
- 1965 - Isaac Zida, generale e politico burkinabé
- 1965 - Boubaker Zitouni, ex calciatore tunisino
- 1966 - Joey Cape, cantante statunitense
- 1966 - Roberta Invernizzi, soprano italiano
- 1966 - Nikolaj Lebedev, regista e sceneggiatore russo
- 1966 - Christian Lorenz, musicista e tastierista tedesco
- 1966 - Masonna, musicista e compositore giapponese
- 1966 - Dean McDermott, attore canadese
- 1966 - Dan Nowosielski, ex schermidore canadese
- 1966 - Franco Rotella, calciatore italiano († 2009)
- 1966 - Uwe Scherr, dirigente sportivo, allenatore di calcio e ex calciatore tedesco
- 1966 - Tahir Shah, scrittore e esploratore britannico
- 1967 - Paul Barnes, ex calciatore inglese
- 1967 - Lisa Bonet, attrice statunitense
- 1967 - Edgar Estrada, ex calciatore guatemalteco
- 1967 - Ines Nobili, attrice italiana
- 1967 - Mike Origi, ex calciatore keniota
- 1967 - Enrique Samuel, ex calciatore venezuelano
- 1967 - Wang Bing, regista cinese
- 1968 - Riccardo Brigliadori, aviatore italiano
- 1968 - Juan Carreño López, ex calciatore cileno
- 1968 - David Casa, politico maltese
- 1968 - Magni Jarnskor, ex calciatore faroese
- 1968 - James Parks, attore statunitense
- 1968 - Marco Pezzaiuoli, dirigente sportivo e allenatore di calcio tedesco
- 1968 - Melvin Stewart, ex nuotatore statunitense
- 1968 - Janusz Szrom, cantante polacco
- 1968 - Tammy Lauren, attrice statunitense
- 1969 - Ivana Banfić, cantante e ballerina croata
- 1969 - Mohammed Bradja, ex calciatore algerino
- 1969 - Félix Golindano, ex calciatore venezuelano
- 1969 - Huang Hua, ex giocatrice di badminton cinese
- 1969 - Biosotis Lagnó, ex cestista e allenatrice di pallacanestro cubana
- 1969 - Natal'ja Vadimovna Nazarova, attrice e regista russa († 2025)
- 1969 - Johan Ragnell, ex calciatore svedese
- 1969 - Carlos Sánchez, allenatore di calcio a 5 e ex giocatore di calcio a 5 spagnolo
- 1969 - David Taylor, politico statunitense
- 1969 - Rubén dos Santos, ex calciatore uruguaiano
- 1970 - Jamie Babbit, regista, produttrice cinematografica e sceneggiatrice statunitense
- 1970 - Eddie Castrodad, attore statunitense
- 1970 - Donatella Finocchiaro, attrice italiana
- 1970 - Dave Johnson, ex cestista statunitense
- 1970 - Dennis Kelly, commediografo, sceneggiatore e librettista britannico
- 1970 - Logan Mader, chitarrista e produttore discografico canadese
- 1970 - Mauro Mayer, allenatore di calcio e ex calciatore italiano
- 1970 - Martha Plimpton, attrice statunitense
- 1970 - Vladislav Qədirov, ex calciatore azero
- 1970 - Jorge Rifatti, ex cestista argentino
- 1970 - Kōshi Rikudō, fumettista giapponese
- 1970 - Tara Rosling, attrice canadese
- 1970 - Mutlu Topçu, allenatore di calcio e ex calciatore turco
- 1970 - Beth Van Duyne, politica statunitense
- 1971 - Tanja Damaske, ex giavellottista tedesca
- 1971 - Gaston Diamé, ex calciatore mauritano
- 1971 - Kieran Hansen, ex pattinatore di short track australiano
- 1971 - Andrea Longo, ex combinatista nordico, saltatore con gli sci e fondista italiano
- 1971 - Michail Markin, ex giocatore di calcio a 5 russo
- 1971 - Ardian Mema, allenatore di calcio e ex calciatore albanese
- 1971 - Andrea Nagy, ex cestista ungherese
- 1971 - Paulo Oppliger, ex sciatore alpino cileno
- 1971 - Tiziano Pieri, ex arbitro di calcio italiano
- 1971 - Aleksandr Popov, ex nuotatore russo
- 1971 - Stanislav Přibyl, vescovo cattolico ceco
- 1971 - Laurent Wolf, disc jockey francese
- 1972 - Vitalij But, calciatore sovietico
- 1972 - Aurelia Dobre, ex ginnasta rumena
- 1972 - Antonino Gullo, politico italiano
- 1972 - Michael Irby, attore statunitense
- 1972 - Moti Kakun, ex calciatore israeliano
- 1972 - Francis Onyiso, ex calciatore keniota
- 1972 - Missi Pyle, attrice statunitense
- 1972 - Morten Røssland, allenatore di calcio e dirigente sportivo norvegese
- 1972 - Adel Sellimi, allenatore di calcio e ex calciatore tunisino
- 1972 - Igor' Šulepov, allenatore di pallavolo e ex pallavolista russo
- 1972 - Sonja Tol, schermitrice olandese
- 1972 - Bogdan Zając, allenatore di calcio e ex calciatore polacco
- 1973 - Mathieu Bozzetto, ex snowboarder francese
- 1973 - Dong Zhaozhi, ex schermidore cinese
- 1973 - Ramón Gato, ex pallavolista cubano
- 1973 - Ben Handlogten, ex cestista e allenatore di pallacanestro statunitense
- 1973 - Lucrecia Hernández Mack, medico e politica guatemalteca († 2023)
- 1973 - Christian Horner, dirigente sportivo e ex pilota automobilistico britannico
- 1973 - Veldin Karić, ex calciatore croato
- 1973 - Adie Mike, ex calciatore inglese
- 1973 - Jude Monye, ex velocista nigeriano
- 1974 - Abiodun Baruwa, ex calciatore nigeriano
- 1974 - Jatto Ceesay, ex calciatore gambiano
- 1974 - Brooke Elliott, attrice e cantante statunitense
- 1974 - Mustapha Hadji, ex calciatore marocchino
- 1974 - Kelsey Mann, regista, sceneggiatore e animatore statunitense
- 1974 - Maurizio Margaglio, ex danzatore su ghiaccio italiano
- 1974 - Renato Marotta, attore, regista e montatore italiano
- 1974 - Paul Scholes, dirigente sportivo, allenatore di calcio e ex calciatore inglese
- 1974 - Sunaho Tobe, disegnatrice e illustratrice giapponese
- 1974 - Monica Van Campen, attrice e modella spagnola
- 1974 - William Viali, allenatore di calcio e ex calciatore italiano
- 1975 - César Belli, ex calciatore brasiliano
- 1975 - Katia Benth, ex velocista francese
- 1975 - Dan Black, cantante britannico
- 1975 - David Leitch, stuntman, regista e attore statunitense
- 1975 - Tara Lynne O'Neill, attrice britannica
- 1975 - Yuki Uchida, attrice, cantante e modella giapponese
- 1976 - Pietro Aurino, ex pugile italiano
- 1976 - Maikel Cardona, pallavolista cubano
- 1976 - Pierluigi Corallo, attore italiano
- 1976 - MC Babo, rapper messicano
- 1976 - Estíbaliz Gabilondo, attrice spagnola
- 1976 - Kristen Harris, attrice canadese
- 1976 - Marlon James, ex calciatore sanvincentino
- 1976 - Wesley John, ex calciatore sanvincentino
- 1976 - Fabio Malberti, ex ciclista su strada italiano
- 1976 - Antonio Martino, politico italiano
- 1976 - Kaltouma Nadjina, ex velocista ciadiana
- 1976 - Daniel Oliver Bultó, pilota motociclistico spagnolo
- 1976 - Juha Pasoja, allenatore di calcio, ex calciatore e ex giocatore di calcio a 5 finlandese
- 1976 - Kazuhiro Suzuki, ex calciatore giapponese
- 1976 - Lavie Tidhar, scrittore israeliano
- 1976 - Danny Wallace, regista, comico e autore televisivo britannico
- 1976 - Martijn Zuijdweg, ex nuotatore olandese
- 1977 - Oksana Bajul, ex pattinatrice artistica su ghiaccio ucraina
- 1977 - Robin Bell, canoista australiano
- 1977 - Gigi Edgley, attrice australiana
- 1977 - Fabiano Eller, ex calciatore brasiliano
- 1977 - Maggie Gyllenhaal, attrice, regista e sceneggiatrice statunitense
- 1977 - Naoko Kawakami, ex calciatrice giapponese
- 1977 - Rafael Severo Refatti, ex calciatore brasiliano
- 1977 - Maksim Staviski, ex danzatore su ghiaccio russo
- 1978 - Chen Shih-hsin, ex taekwondoka taiwanese
- 1978 - Eric Crouch, ex giocatore di football americano statunitense
- 1978 - Daniel Graham, ex giocatore di football americano statunitense
- 1978 - Kenny Gregory, ex cestista statunitense
- 1978 - Tomasz Jarzębowski, ex calciatore polacco
- 1978 - Diego Hernán Martínez, allenatore di calcio e ex calciatore argentino
- 1978 - Gary Naysmith, allenatore di calcio e ex calciatore scozzese
- 1978 - Steve Omischl, ex sciatore freestyle canadese
- 1978 - Santiago Peña, politico e economista paraguaiano
- 1978 - Conny Pohlers, ex calciatrice tedesca
- 1978 - Gerhard Tremmel, ex calciatore tedesco
- 1978 - Dragana Zorić, ex cestista bosniaca
- 1979 - Edu Albácar, ex calciatore spagnolo
- 1979 - Mario Cartelli, ex hockeista su ghiaccio ceco
- 1979 - Michael Faustino, attore statunitense
- 1979 - Illja Haljuza, ex calciatore ucraino
- 1979 - Çağla Kubat, attrice e modella turca
- 1979 - István Németh, ex cestista ungherese
- 1979 - Dagoberto Portillo, calciatore salvadoregno
- 1979 - Sandra Torres, schermitrice venezuelana
- 1980 - Moris Carrozzieri, dirigente sportivo e ex calciatore italiano
- 1980 - Kayte Christensen, ex cestista statunitense
- 1980 - Germán Gabriel, ex cestista e allenatore di pallacanestro spagnolo
- 1980 - Nicole Gius, ex sciatrice alpina italiana
- 1980 - Alexa Havins, attrice e modella statunitense
- 1980 - Carol Huynh, lottatrice canadese
- 1980 - Juliano Spadacio, ex calciatore brasiliano
- 1980 - Eric Swalwell, politico e avvocato statunitense
- 1980 - Masami Tachikawa, ex cestista giapponese
- 1981 - Çiçek Acar, attrice turca
- 1981 - Jose Burciaga Jr., ex calciatore statunitense
- 1981 - Marco Castellani, cantante e paroliere italiano
- 1981 - Allison Crowe, cantautrice e pianista canadese
- 1981 - Gregoor van Dijk, ex calciatore olandese
- 1981 - Élson Falcão da Silva, ex calciatore brasiliano
- 1981 - Heath Francis, atleta paralimpico australiano
- 1981 - Caitlin Glass, doppiatrice e sceneggiatrice statunitense
- 1981 - Marcel Heinig, triatleta tedesco
- 1981 - Anna Lindberg, ex tuffatrice svedese
- 1981 - Kate Miller-Heidke, cantautrice e attrice australiana
- 1981 - Anastasija Novikava, sollevatrice bielorussa
- 1981 - Ry Russo-Young, regista e sceneggiatrice statunitense
- 1981 - Crisula Stafida, attrice italiana
- 1981 - Osi Umenyiora, ex giocatore di football americano statunitense
- 1982 - Pere Aragonès, politico spagnolo
- 1982 - Michal Belej, ex calciatore e ex giocatore di calcio a 5 ceco
- 1982 - Nonito Donaire, pugile filippino
- 1982 - Francesca Flati, politica italiana
- 1982 - Argent Halili, ex calciatore albanese
- 1982 - Stephi Lineburg, attrice statunitense
- 1982 - Michele Marani, ex calciatore sammarinese
- 1982 - Anke Pietrangeli, cantante sudafricana
- 1982 - Jannie du Plessis, rugbista a 15 e medico sudafricano
- 1982 - Ronald Pognon, velocista francese
- 1982 - Patricia Sarrapio, triplista spagnola
- 1982 - Amar'e Stoudemire, ex cestista e allenatore di pallacanestro statunitense
- 1982 - Rebecca Vespa Berglund, giornalista, autrice televisiva e conduttrice televisiva italiana
- 1982 - Ólína Guðbjörg Viðarsdóttir, ex calciatrice islandese
- 1983 - Adam Enright, giocatore di curling canadese
- 1983 - Adam Haluska, ex cestista statunitense
- 1983 - Benson Henderson, artista marziale misto statunitense
- 1983 - Kari Lehtonen, hockeista su ghiaccio finlandese
- 1983 - Lesly Malouda, ex calciatore francese
- 1983 - Bertrand Robert, ex calciatore francese
- 1983 - Serik Säpiev, pugile kazako
- 1983 - Britta Steffen, ex nuotatrice tedesca
- 1983 - Ádám Vizler, schermidore ungherese
- 1984 - Gemma Atkinson, attrice, personaggio televisivo e modella britannica
- 1984 - Borja Blanco, giocatore di calcio a 5 spagnolo
- 1984 - Kimberly Brown, attrice statunitense
- 1984 - Mark Bunn, allenatore di calcio e ex calciatore inglese
- 1984 - Thomas Frey, ex sciatore alpino francese
- 1984 - Mariann Gajhede Knudsen, ex calciatrice danese
- 1984 - Mihai Roman, ex calciatore rumeno
- 1984 - Eric Sehn, tuffatore canadese
- 1984 - Duje Strukan, arbitro di calcio croato
- 1985 - Ahmed Khamis, calciatore emiratino
- 1985 - Manuel Brunet, hockeista su prato argentino
- 1985 - Paul Herrmann, ex pattinatore di short track tedesco
- 1985 - Kristina Kuusk, schermitrice estone
- 1985 - Sanna Marin, ex politica finlandese
- 1985 - Iván Pérez Maceira, ex calciatore spagnolo
- 1985 - Joana Santos, attrice e modella portoghese
- 1985 - Alexandre Tokpa, ex calciatore ivoriano
- 1986 - Daniel Angulo, ex calciatore ecuadoriano
- 1986 - Anthony Crolla, pugile inglese
- 1986 - Takuma Edamura, ex calciatore giapponese
- 1986 - Omar Mateen, terrorista e criminale statunitense († 2016)
- 1986 - Maxime Médard, rugbista a 15 francese
- 1986 - Dušan Mlađan, cestista e allenatore di pallacanestro serbo
- 1986 - Wacey Rabbit, hockeista su ghiaccio canadese
- 1986 - Yoann Tiberio, ciclista e pilota motociclistico francese
- 1987 - Mike Campaz, ex calciatore colombiano
- 1987 - Phylicia George, ostacolista, velocista e bobbista canadese
- 1987 - Parviz Hadi, lottatore iraniano
- 1987 - Mohamed Kamara, calciatore sierraleonese
- 1987 - Amelie Kober, ex snowboarder tedesca
- 1987 - Mounir Lazzez, artista marziale misto tunisino
- 1987 - Lazarius Levingston, giocatore di football americano statunitense
- 1987 - Jaba Lipartia, ex calciatore georgiano
- 1987 - Sōtīrīs Manōlopoulos, cestista greco
- 1987 - Armindo Rodrigues Mendes Furtado, ex calciatore portoghese
- 1987 - Derek Newton, giocatore di football americano statunitense
- 1987 - Aminata Niaria, modella senegalese
- 1987 - Oscar Olou, ex calciatore beninese
- 1987 - Carlos Oquendo, ciclista di BMX colombiano
- 1987 - Javier Orozco, ex calciatore messicano
- 1987 - Josef Prorok, ostacolista e velocista ceco
- 1987 - Ryan Taylor, giocatore di football americano statunitense
- 1987 - Eitan Tibi, calciatore israeliano
- 1988 - Will Coleman, ex cestista statunitense
- 1988 - Jonathan Drack, triplista mauriziano
- 1988 - Rahmon Fletcher, ex cestista statunitense
- 1988 - Anastasia Huppmann, pianista austriaca
- 1988 - Alex Legion, ex cestista statunitense
- 1988 - Julián Miralles Rodríguez, pilota motociclistico spagnolo
- 1988 - Taylor Regan, calciatore australiano
- 1988 - Alysia Rissling, bobbista canadese
- 1988 - Brian Rowe, ex calciatore statunitense
- 1988 - Sampha, cantautore e produttore discografico britannico
- 1988 - Simon Schempp, ex biatleta tedesco
- 1988 - Da'Norris Searcy, ex giocatore di football americano statunitense
- 1988 - Emiliano Vecchio, calciatore argentino
- 1988 - Vito Wormgoor, calciatore olandese
- 1989 - Juan Centeno, giocatore di baseball portoricano
- 1989 - Raquel González, marciatrice spagnola
- 1989 - Akiem Hicks, giocatore di football americano statunitense
- 1989 - Hwang Seon-a, schermitrice sudcoreana
- 1989 - Roman Jebavý, ex tennista ceco
- 1989 - Javier Jiménez, pallavolista cubano
- 1989 - Abigail Johnston, tuffatrice statunitense
- 1989 - Efecan Karaca, calciatore turco
- 1989 - Connor Lade, ex calciatore statunitense
- 1989 - Akeem Latifu, ex calciatore nigeriano
- 1989 - Amine Linganzi, ex calciatore algerino
- 1989 - Milan Mačvan, ex cestista e politico serbo
- 1989 - Nicole McClure, calciatrice giamaicana
- 1989 - Sérgio Mota, calciatore brasiliano
- 1989 - Mike Vanhamel, calciatore belga
- 1989 - Warren Ward, ex cestista canadese
- 1989 - Iamsu!, rapper e produttore discografico statunitense
- 1989 - Xie Yimin, goista taiwanese
- 1989 - Rasta, cantante e rapper serbo
- 1990 - Adrian Cieślewicz, calciatore polacco
- 1990 - Francisco Lisvaldo Daniel Duarte, calciatore brasiliano
- 1990 - Dénes Dibusz, calciatore ungherese
- 1990 - Milo Gibson, attore statunitense
- 1990 - Brad Hall, bobbista britannico
- 1990 - Florian Lacassie, pallavolista francese
- 1990 - Maddison McKibbin, giocatore di beach volley e ex pallavolista statunitense
- 1990 - Dejan Mileusnić, giavellottista bosniaco
- 1990 - Məhəmməd Mirzəbəyov, ex calciatore russo
- 1990 - Karlīne Nīmane, cestista lettone
- 1990 - Yara Puebla, attrice e modella spagnola
- 1990 - Courtney Sweetman-Kirk, calciatrice britannica
- 1990 - Tomislav Tomić, calciatore bosniaco
- 1990 - Franck Yangue, cestista camerunese
- 1991 - Eduardo Barbosa, judoka brasiliano
- 1991 - Valeria De Pretto, cestista italiana
- 1991 - Crockett Gillmore, giocatore di football americano statunitense
- 1991 - Nemanja Gudelj, calciatore serbo
- 1991 - Kévin Hoggas, calciatore francese
- 1991 - Gaelle Mys, ginnasta belga
- 1991 - Park Hyung-sik, cantante e attore sudcoreano
- 1991 - Cláudio Ramos, calciatore portoghese
- 1991 - Matteo Rivolta, ex nuotatore italiano
- 1991 - Benjamin Santelli, calciatore francese
- 1991 - Samuel Štefánik, calciatore slovacco
- 1991 - Brandon Young, cestista statunitense
- 1992 - Ėmma M, cantante, compositrice e poetessa russa
- 1992 - Marcelo Brozović, calciatore croato
- 1992 - Trahson Burrell, cestista statunitense
- 1992 - Florian David, calciatore francese
- 1992 - Johanna Ernst, arrampicatrice austriaca
- 1992 - Víctor Fonseca, giocatore di calcio a 5 costaricano
- 1992 - Shahin Abdulrahman, calciatore emiratino
- 1992 - Alberto Stefani, politico italiano
- 1992 - Carolina Zardo, pallavolista italiana
- 1993 - Josh Adams, cestista statunitense
- 1993 - C.J. Beathard, giocatore di football americano statunitense
- 1993 - Gerry Blakes, cestista statunitense
- 1993 - Pete Davidson, attore e comico statunitense
- 1993 - Haris Duljević, calciatore bosniaco
- 1993 - Anthony Forde, calciatore irlandese
- 1993 - Roman Hončarenko, calciatore ucraino
- 1993 - David Juncà, calciatore spagnolo
- 1993 - Vaidas Kariniauskas, cestista lituano
- 1993 - Stefan Küng, ciclista su strada e pistard svizzero
- 1993 - Casey Moss, attore e cantante statunitense
- 1993 - Valentin Onfroy, canottiere francese
- 1993 - Aleksej Rybalkin, ciclista su strada russo
- 1993 - Nélson Semedo, calciatore portoghese
- 1993 - Ousseynou Thioune, calciatore senegalese
- 1993 - Denzel Valentine, cestista statunitense
- 1994 - Mara Aiacoboae, tuffatrice rumena
- 1994 - Serge Arnaud Aka, calciatore ivoriano
- 1994 - Gary Clark, cestista statunitense
- 1994 - Jarrad Davis, giocatore di football americano statunitense
- 1994 - Hamza Driouch, mezzofondista marocchino
- 1994 - Ezana Kahsay, calciatore eritreo
- 1994 - Moses Kingsley, cestista nigeriano
- 1994 - Malwina Kopron, martellista polacca
- 1994 - Kenneth Ogbe, cestista tedesco
- 1994 - Andrija Pavlović, calciatore serbo
- 1994 - Paul Perkins, giocatore di football americano statunitense
- 1994 - Cintia Rodríguez, ginnasta spagnola
- 1994 - Elena Tsagkrinou, cantante e conduttrice televisiva greca
- 1994 - Joel Valencia, calciatore ecuadoriano
- 1994 - Pavol Šafranko, calciatore slovacco
- 1995 - Rolando Aarons, calciatore giamaicano
- 1995 - Cliff Alexander, cestista statunitense
- 1995 - Facundo Boné, calciatore uruguaiano
- 1995 - Rhys Browne, calciatore antiguo-barbudano
- 1995 - Wojciech Czerlonko, cestista polacco
- 1995 - Miguel da Costa, calciatore saotomense
- 1995 - Noah Gray-Cabey, attore e pianista statunitense
- 1995 - António Hirata, giocatore di calcio a 5 brasiliano
- 1995 - Peter Olayinka, calciatore nigeriano
- 1995 - Matheus Peixoto, calciatore brasiliano
- 1995 - Andrei Pițian, calciatore rumeno
- 1995 - Alex Polidori, doppiatore e attore italiano
- 1995 - Emanuel Reynoso, calciatore argentino
- 1995 - Jason Sanders, giocatore di football americano statunitense
- 1995 - Gabrielius Vagelis, cantante lituano
- 1995 - Jay Vine, ciclista su strada australiano
- 1995 - Jeff Wilson, giocatore di football americano statunitense
- 1995 - André-Frank Anguissa, calciatore camerunese
- 1996 - Robert Alexander Abajyan, militare armeno († 2016)
- 1996 - David Adeleye, pugile inglese
- 1996 - Tomás Andrade, calciatore argentino
- 1996 - George Davies, calciatore sierraleonese
- 1996 - Boulaye Dia, calciatore senegalese
- 1996 - Joël Drommel, calciatore olandese
- 1996 - Gonzalo Falcón, calciatore uruguaiano
- 1996 - Pirmin Hacker, ex sciatore alpino austriaco
- 1996 - Manaf Younis, calciatore iracheno
- 1996 - Mackenyu, attore giapponese
- 1996 - Lorenzo Marsaglia, tuffatore italiano
- 1996 - Brendan Murray, cantante irlandese
- 1996 - Luis Romero, calciatore venezuelano
- 1996 - Markus Schaberl, giocatore di football americano austriaco
- 1996 - Ryan Woolridge, cestista statunitense
- 1996 - Jan Zieliński, tennista polacco
- 1996 - Shane Zylstra, giocatore di football americano statunitense
- 1997 - Ahmed Belhadji, calciatore marocchino
- 1997 - Nasser Mansi, calciatore egiziano
- 1997 - Bruno Guimarães, calciatore brasiliano
- 1997 - Marko Krstanovic, ex cestista tedesco
- 1997 - Andrea Pecchia, cestista italiano
- 1997 - Neymar Canhembe, calciatore mozambicano
- 1998 - Giorgi Bezhanishvili, cestista georgiano
- 1998 - Joey Blount, giocatore di football americano statunitense
- 1998 - Toni Gomes, calciatore guineense
- 1998 - James Houston, giocatore di football americano statunitense
- 1998 - Kevin Lankford, calciatore tedesco
- 1998 - Vladimir Loroña, calciatore messicano
- 1998 - Kenneth Murray, giocatore di football americano statunitense
- 1998 - José Enrique Ortiz, calciatore colombiano
- 1998 - Anthony Ralston, calciatore scozzese
- 1998 - Igor Son, sollevatore kazako
- 1998 - Inese Tarvida, taekwondoka lettone
- 1998 - Henok Teklab, calciatore tedesco
- 1998 - Sof'ja Tichonova, saltatrice con gli sci russa
- 1998 - Bárbara Tinoco, cantante portoghese
- 1998 - Valentin Vacherot, tennista francese
- 1999 - Bol Bol, cestista sudsudanese
- 1999 - Yehvann Diouf, calciatore francese
- 1999 - Agustín Irazoque, calciatore argentino
- 1999 - Radosław Majecki, calciatore polacco
- 1999 - Jordan McFadden, giocatore di football americano statunitense
- 1999 - Zola, rapper francese
- 1999 - Beatrice Negretti, pallavolista italiana
- 1999 - Nkosingiphile Ngcobo, calciatore sudafricano
- 1999 - Philip Quinton, calciatore statunitense
- 1999 - Gabriela Regly, nuotatrice artistica brasiliana
- 1999 - George Tanner, calciatore inglese
- 1999 - Mats Wieffer, calciatore olandese
- 2000 - Josh Green, cestista australiano
- 2000 - Guan Ziyan, sciatrice freestyle cinese
- 2000 - Hannah Hampton, calciatrice inglese
- 2000 - Kōtarō Hayashi, calciatore giapponese
- 2000 - Ander Martín, calciatore spagnolo
- 2000 - Franklin Nyenetue, calciatore norvegese
- 2000 - Lester Quiñones, cestista statunitense
- 2000 - Emily Ramsey, calciatrice inglese

## XXI secolo(28)
- 2001 - Gianmarco Cangiano, calciatore italiano
- 2001 - Damiano Gavino, attore italiano
- 2001 - Andrass Johansen, calciatore faroese
- 2001 - Aidan Morris, calciatore statunitense
- 2001 - Archie Ryan, ciclista su strada e ciclocrossista irlandese
- 2001 - Oliver Villadsen, calciatore danese
- 2001 - Mario Vušković, calciatore croato
- 2001 - Xiang Binxuan, sincronetta cinese
- 2001 - Furkan Yakici, giocatore di football americano svizzero
- 2002 - Bai Zhuoxuan, tennista cinese
- 2002 - Mariano Ahouangbo, calciatore beninese
- 2002 - Kyle Catlett, attore statunitense
- 2002 - Miguel Maga, calciatore portoghese
- 2002 - Adrion Pajaziti, calciatore albanese
- 2002 - Jeffry Puriël, calciatore olandese
- 2002 - Milan Spiller, giocatore di football americano svizzero
- 2002 - Cauê, calciatore brasiliano
- 2002 - Zhu Jiner, scacchista cinese
- 2003 - Ana Castela, cantante brasiliana
- 2003 - Adela Piskorska, nuotatrice polacca
- 2003 - Abedallah Shelbayh, tennista giordano
- 2004 - Pedro Bondo Francisco, calciatore angolano
- 2004 - Marija Milinković, calciatrice bosniaca
- 2004 - Jonas Skabar, sciatore alpino francese
- 2004 - Tim Tramnitz, pilota automobilistico tedesco
- 2005 - Dominique Malonga, cestista camerunese
- 2005 - Mariam Mamadashvili, cantante georgiana
- 2006 - Mason Ramsey, cantante statunitense